# Murafa (wieś)
Murafa, Murachwa lub Morachwa (ukr. Мурафа) – wieś na Ukrainie w rejonie szarogrodzkim obwodu winnickiego; nad Murafą.

## Historia
Wzmiankowana już w XV wieku. Jadwiga Jazłowiecka wniosła w wianie Murafę kasztelanowi halickiemu Janowi Bełżeckiemu, a ich córka wojewodzie kijowskiemu Januszowi Tyszkiewiczowi. Po Tyszkiewiczach własność Potockich. Pod rozbiorami siedziba gminy Morachwa w powiecie jampolskim guberni podolskiej. W 1831 roku po Powstaniu listopadowym Murafa została skonfiskowana rodowi Dobków i przeszła na własność rządu rosyjskiego. 

## Pałac
- murowany, dwukondygnacyjny pałac wybudowany w XVIII w. w stylu klasycystycznym przez Joachima Karola Potockiego[1].

## Kościół Dominikanów
Joachim Karol Potocki wybudował tu dla dominikanów barokowy kościół i klasztor (1772-1786). 

## Galeria

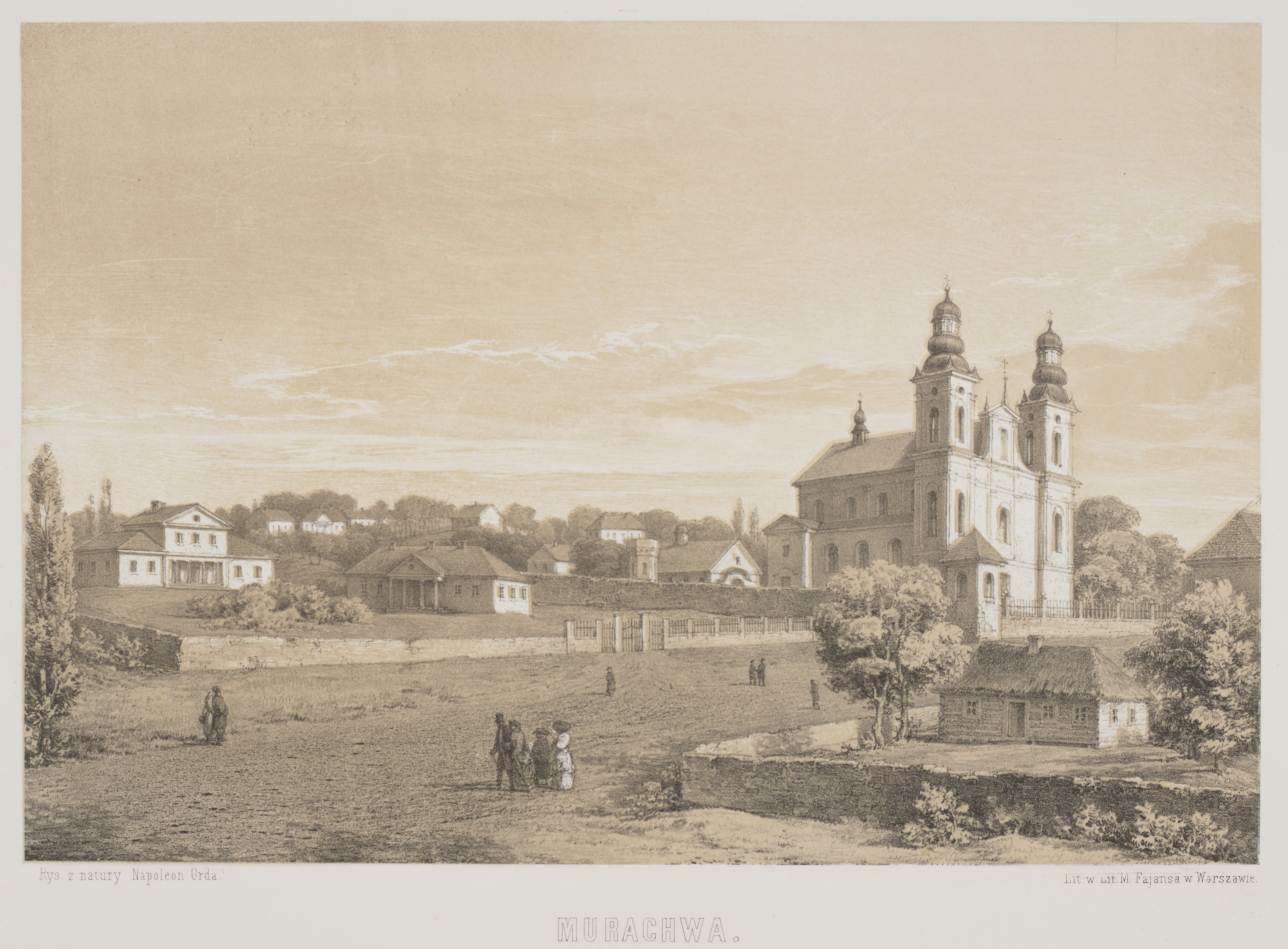
Murafa na litografii wg rysunku N. Ordy (1875)
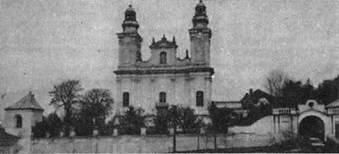
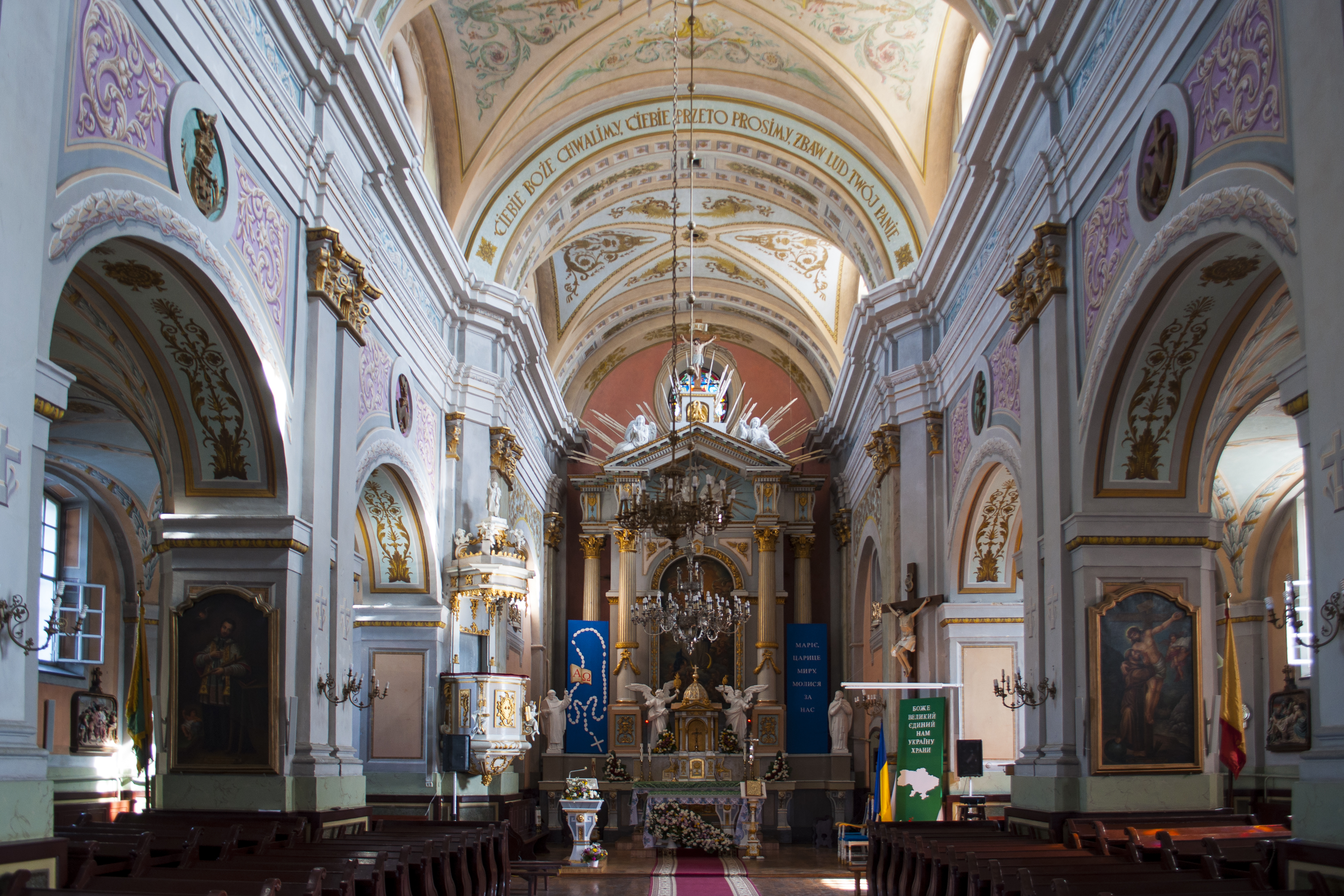
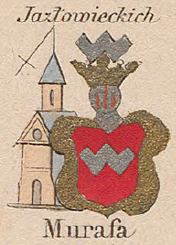
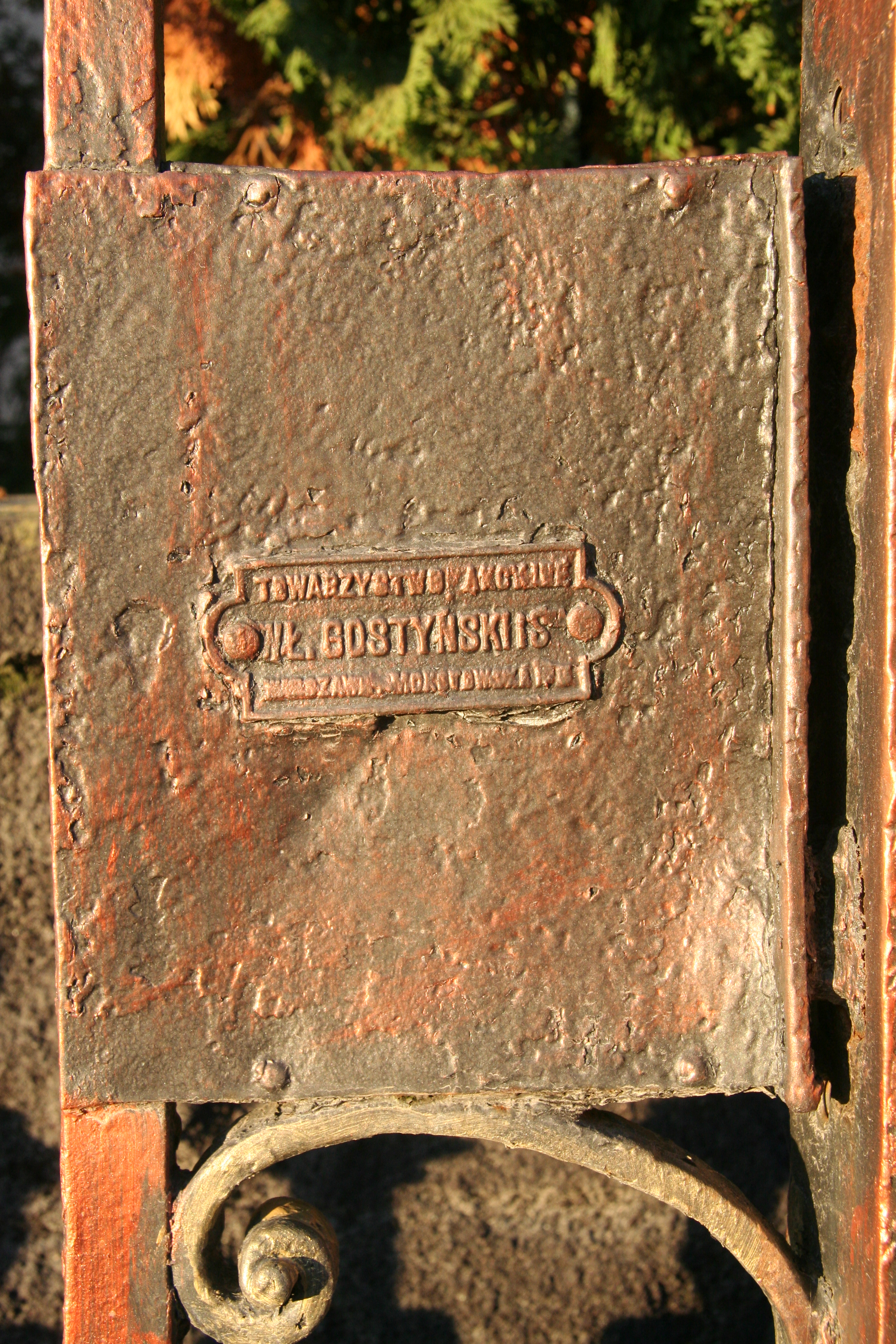
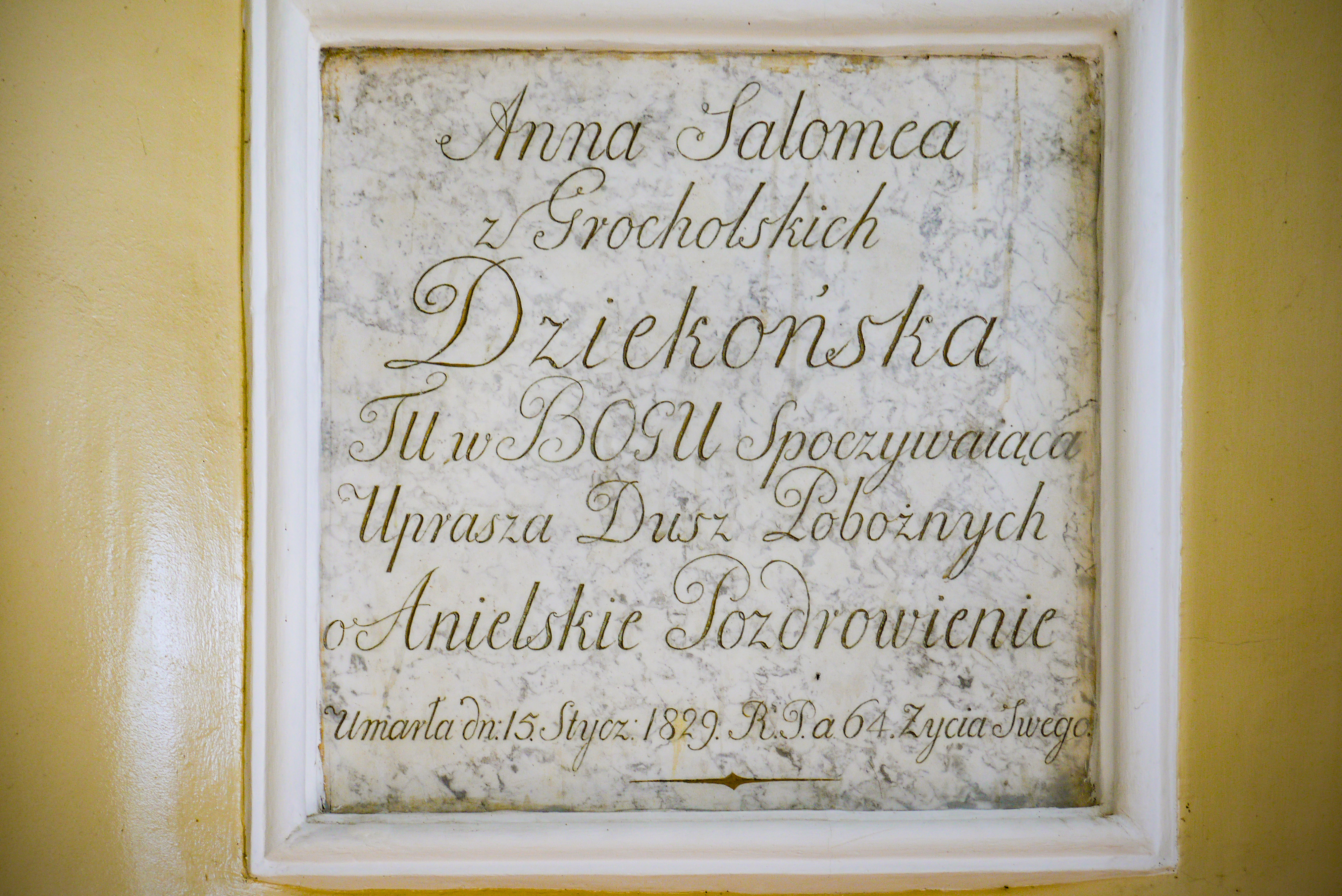
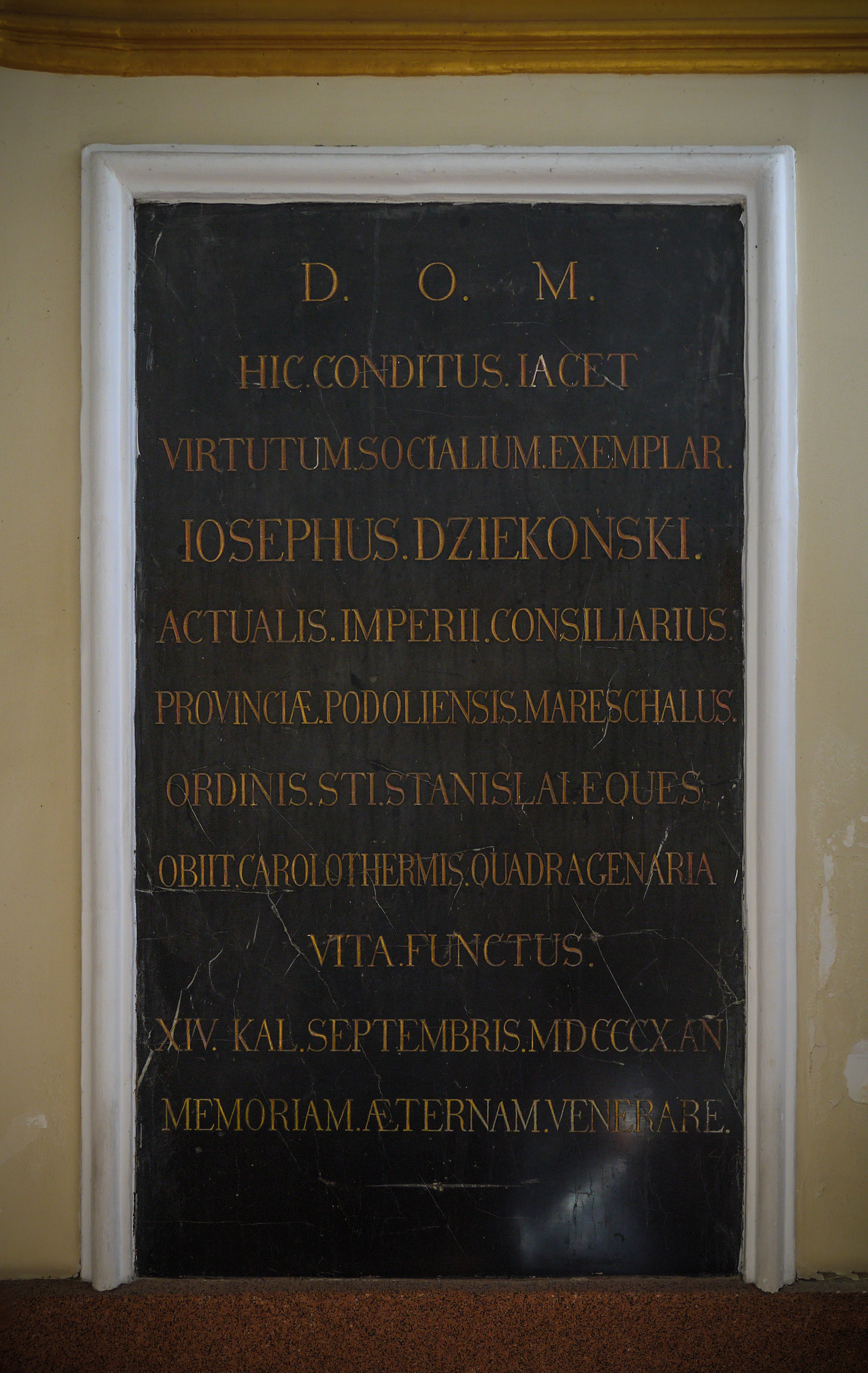